# Không quân Nga
Không quân Liên bang Nga (tiếng Nga: Военно-воздушные cилы России, chuyển tự: Voyenno-vozdushnye sily Rossii) là lực lượng Phòng không - Không quân cấp quân chủng của Nga. Hải quân Nga cũng có lực lượng không quân riêng cấp binh chủng, kế thừa từ lực lượng Hàng không Hải quân Xô viết, gọi là Hàng không Hải quân Nga (tên chính thức là Aviatsiya Voyenno Morskogo Flota, viết tắt là AV-MF).
Chỉ huy trưởng của lực lượng Không quân Nga hiện nay là Thượng tướng Viktor Bondarev (bổ nhiệm ngày 6 tháng 5 năm 2012).

## Lịch sử
Sau khi Liên Xô tan rã thành 15 nước cộng hòa hợp hiến vào tháng 12 năm 1991, máy bay và nhân sự của Không quân Liên Xô - tên chính thức là Lực lượng Hàng không quân sự, viết tắt là VVS, được chia thành các lực lượng khác nhau theo các quốc gia độc lập mới. Nga nhận được phần lớn trong lực lượng này - khoảng 40% máy bay, kể cả phần lớn máy bay chiến đấu mới nhất, và 65% nhân lực, các bộ tư lệnh quan trọng của Không quân Liên Xô cũ như Hàng không tầm xa, Hàng không vận tải quân sự và Hàng không Tiền tuyến được đổi lại tên, với vài sự thay đổi thành Các bộ tư lệnh Lực lượng Hàng không quân sự Nga. Tuy nhiên, nhiều trung đoàn, máy bay, và nhân sự lại bị các nước cộng hòa mới thành lập nơi các đơn vị đồn trú đòi hỏi thuộc về mình, để tạo thành hạt nhân của lực lượng không quân của nước cộng hòa mới. Một số máy bay tại Belarus và Ukraina đã trở lại Nga, cũng như một bộ phận của sư đoàn hàng không tầm xa đồn trú tại Dolon - Kazakhstan.
VVS đã tham gia vào Chiến tranh Chechen thứ nhất (1994–1996) và Chiến tranh Chechen thứ hai (1999–2002). Những chiến dịch này cũng để lộ ra những khó khăn lớn cho VVS bao gồm địa hình, thiếu những mục tiêu cố định và phiến quân trang bị với các tên lửa đất đối không Stinger và Strela-2M.
Lực lượng phòng không của Liên Xô cũ chuyển giao cho Nga quản lý vẫn tiếp tục là một lực lượng độc lập trong vài năm đầu, sau đó lực lượng này đã sáp nhập vào Không quân vào năm 1998. Sắc lệnh hợp nhất hai lực lượng được Tổng thống Nga lúc đó là Boris Yeltsin ban hành vào ngày 16 tháng 7 năm 1997. Ngày 29 tháng 12 năm 1998, đại tướng Anatoliy Kornukov, một tướng lĩnh của Lực lượng phòng không trước kia đã trở thành tổng tư lệnh lực lượng mới hợp nhất, sau đó tướng Kornukov đã thông báo cho Bộ trưởng Quốc phòng Nga về nhiệm vụ "chính yếu đã hoàn thành". Tướng Kornukov đã thành lập bộ tư lệnh mới của lực lượng tại Zarya, gần Balashikha, cách trung tâm Moskva 20 km về phía bắc, tại vị trí là Bộ tư lệnh trung tâm Lực lượng Phòng không (viết tắt là PVO) trước đây, nơi hệ thống phòng không chung của khối SNG đã được hình thành.
Trước năm 2003, Lục quân Nga cũng duy trì một lực lượng không quân riêng gọi là Hàng không Lục quân, chuyên thực hiện các nhiệm vụ hỗ trợ trực tiếp cho Lực lượng mặt đất bằng cách cung cấp sự hỗ trợ chiến thuật từ trên không, trinh sát dẫn đường trên không chiến thuật, vận chuyển các đơn vị bằng máy bay, hỗ trợ hỏa lực cho các đơn vị mặt đất, tác chiến điện tử, thiết lập hàng rào mìn và các nhiệm vụ khác. Sau sự cố một trực thăng đã gặp tai nạn tại Chechnya khiến nhiều người thiệt mạng, toàn bộ tài sản hàng không trong Lục quân Nga - phần lớn là những máy bay trực thăng - đã được chuyển sáp nhập cho VVS.

## Tình trạng hiện nay

Phù hiệu của Không quân Nga

Tháng 10 năm 2004, không quân Nga đã giải tán các Trung đoàn hàng không ném bom số 200 và 444 trang bị các máy bay Tupolev Tu-22M3; sau đó giải tán tiếp các Trung đoàn hàng không tiêm kích số 28, 159, 790 và 941; các trung đoàn 302 và 959 trang bị Sukhoi Su-24; các Trung đoàn hàng không đột kích số 187 và 461 trang bị Sukhoi Su-25.
VVS tiếp túc phải trải qua thời kỳ thiếu tài nguyên cho công tác huấn luyện phi công. Vào thập niên 1990, các phi công Nga chỉ đạt được xấp xỉ 10% số giờ bay so với Không quân Mỹ. Vào thời điểm năm 2007 thì thời gian bay của các phi công Nga đã được nâng cao rất nhiều, do ngân sách dành cho quốc phòng của Nga tăng lên đáng kể. Nga đang tranh chấp ngôi số một trong thị trường buôn bán vũ khí với Mỹ, năm 2007 tổng doanh thu buôn bán vũ khí của Nga theo công bố đạt trên 7 tỷ USD. Tuy nhiên doanh thu vũ khí của Mỹ năm 2007 đạt 23,3 tỷ USD vẫn vượt rất xa Nga và năm 2008 lên tới 36,4 tỷ USD. Trong năm 2009 doanh thu vũ khí của Nga còn thua cả Ý và chỉ đạt 3,6 tỷ USD. Tổng doanh thu của Nga sụt giảm mạnh từ 10,8 tỉ USD năm 2007 xuống còn 3,5 tỉ USD trong năm 2008.
Nga ngoài việc là 1 nhà xuất khẩu vũ khí lớn cũng còn là 1 nhà nhập khẩu vũ khí hứa hẹn vì sự lạc hậu của công nghiệp quốc phòng trong nước. Nga đã thiết lập các quan hệ đối tác với hai công ty Pháp là Thales và Safran để nâng cao lĩnh vực công nghệ cao của nước này. Do tốc độ sản xuất các phụ tùng điện tử khá chậm nên Sukhoi đã mua một số các thiết bị khoa học điện tử được phát triển bởi các công ty nước ngoài mà công ty này đã thiết lập quan hệ đối tác để trang bị cho các chiến đấu cơ dùng cho xuất khẩu của mình trong việc giải quyết tạm thời vấn đề thiếu phụ tùng.
Hiện thời, máy bay chiến đấu phản lực thế hệ thứ năm đang được phát triển và hứa hẹn sẽ được sản xuất hàng loạt vào năm 2012 với nhiều ưu điểm vượt trội, loại máy bay chiến đấu mới này được phát triển bởi một tập đoàn bao gồm các công ty tên tuổi trong lĩnh vực sản xuất máy bay của Nga và Liên Xô trước đây, đó là Mikoyan, Yakovlev và mũi nhọn là Sukhoi. Chương trình này mang tên Perspektivnyy Aviatsionnyy Kompleks Frontovoy Aviatsii (tiếng Nga: Перспективный авиационный комплекс фронтовой авиации) - PAK FA, có nghĩa là Tổ hợp Hàng không Tương lai cho Không quân Chiến thuật. Chương trình này dự định để thay thế các máy bay MiG-29 và Su-27 trong Không quân Nga. Nga sẽ nhanh chóng xây dựng một nguyên mẫu máy bay chiến đấu thế hệ thứ năm do nguyên Tư lệnh không quân, tướng Alexander Zelin thông báo vào ngày 8 tháng 8-2007. "Hiện nay, chúng tôi đã hoàn thành việc trình bày các tài liệu kỹ thuật cho máy bay chiến đấu thế hệ thứ năm và đang chế tạo tại nhà máy, nó sẽ được bắt đầu chế tạo vào tương lai gần", tướng Zelin thông báo. Sergei Ivanov, Thứ trưởng thứ nhất Bộ Quốc phòng Nga tuyên bố máy bay chiến đấu thế hệ 5 của Nga sẽ cất cánh vào cuối năm 2008. Theo kết luận mới đây trong báo cáo của các chuyên gia Viện Chiến lược quốc gia Nga cho biết, máy bay chiến đấu thế hệ thứ năm Nga kém Mỹ khoảng hơn 20 năm trong việc chế tạo. Mỹ đã đưa chiến đấu cơ F-22 vào sử dụng từ năm 2004 và động cơ F-119PW-100 được bắt đầu thiết kế từ năm 1987. Tuy vậy, đến ngày 29 tháng 1 năm 2010, mẫu T-50 cũng đã thực hiện chuyến bay đầu tiên của mình.
Tư lệnh Không quân Nga cũng nói Nga sẽ triển khai các Phương tiện bay không người lái (UAV) hiện đại với tầm bay đạt đến 400 km (250 miles) và thời gian bay đạt 12 giờ vào năm 2011. Những chiếc UAV này bao gồm cả kiểu cánh cố định và kiểu cánh quay sẽ thực hiện các nhiệm vụ đa dạng, bao gồm trinh sát, tấn công, chuyển tiếp các tín hiệu vô tuyến và chỉ điểm mục tiêu.
Theo lời giáo sư Anatoly Suganov, lãnh đạo Trung tâm Dự báo quân sự Nga, đối với những phương tiện bay không người lái UAV Nga lạc hậu không chỉ so với những quốc gia phương Tây lớn nhất mà còn cả với một quốc gia như Iran.
Tập đoàn quân không quân 16 sẽ nhanh chóng nhận được hai trung đoàn máy bay tiêm kích-ném bom hiện đại Su-34 Fullback vào thời gian tới. Tướng Belevitch nói Tập đoàn quân không quân 16 cũng nhận được những máy bay tiêm kích MiG-29SMT hiện đại hóa để thay thế những chiếc MiG-29 lỗi thời và những chiếc Su-25 Frogfoot hỗ trợ tầm gần, loại Su-25 đã thể hiện những hiệu suất ấn tượng trong các chiến dịch tại Afghanistan, Chechnya và các "điểm nóng khác". Ngoài ra, Không quân Nga còn tiếp tục đặt hàng mua hàng loạt trực thăng tấn công đời mới như Ka-50, Ka-52, Mi-28N.
Bên cạnh đó Không quân Nga tiếp tục nối lại các chuyến bay tuần tiễu tầm xa của các phi đội máy bay ném bom chiến lược từ thời Liên Xô từ tháng 7 và tháng 8 năm 2007, sau 15 năm gián đoạn do thiếu kinh phí về nhiên liệu và các khó khăn về kinh tế khác nhau từ khi Liên Xô sụp đổ. Các cuộc tuần tra tại Bắc Cực, Đại Tây Dương và Thái Bình Dương đã được phục hồi, các máy bay ném bom chiến lược của Nga đã đến gần lãnh thổ biên giới các quốc gia thuộc NATO hơn, mới đây nhất là các chuyến bay của Tupolev Tu-160, Tupolev Tu-95, Tupolev Tu-22M qua biển Ailen, nằm giữa Vương quốc Anh và Ireland; ngoài ra các máy bay ném bom của Nga còn bay đến sát không phận các quốc gia đồng minh thân cận của Mỹ như Nhật Bản...
Nguyên Tư lệnh Không quân Nga, Đại tướng Vladimir Mikhailov cho biết các loại trực thăng đời mới của Không quân Nga như Ka-50, Mi-26 và Mi-28 cũng chỉ chiếm khoảng 10% tổng số trực thăng. 90% tổng số trực thăng còn lại đa số đều là các thế hệ cổ lỗ sĩ, bao gồm Mi-8, Mi-17 và Mi-24. Điều này khiến cho tỷ lệ trực thăng có khả năng tác chiến thực sự chỉ chiếm khoảng 35%". Để trang bị vũ khí mới cho quân đội, thường các nước có nền quân sự tiên tiến dùng đến 60% ngân sách quốc phòng nhưng Nga chỉ có 30%. Ước tính các phương tiện chiến đấu trên không của Nga đang xuống cấp đến 80%. Cũng theo tướng Mikhailov thì đã nhiều lần, giới sĩ quan cao cấp của Không quân Nga lên tiếng cảnh báo, nhưng cấp trên chỉ ra những mệnh lệnh: cải tiến và thay mới các bộ phận hỏng. Khó khăn trước mắt của Không quân Nga ai cũng có thể nhận biết như thiếu ngân sách, kỹ thuật lạc hậu, khả năng chiến đấu kém... Những câu chuyện mô tả về khả năng chiến đấu oai hùng của Không quân Nga, giờ chỉ còn là chuyện dĩ vãng. Các phi công Nga hằng năm phải bay ít nhất từ 70 - 100 giờ, nhưng do bị hạn chế nhiên liệu, họ chỉ có thể bay được từ 25-30 giờ.

## Cải tiến lực lượng không quân
Nga hiện đang thỏa thuận mua những chiếc máy bay do thám không người lái do Israel sản xuất, nhằm giúp cải tiến loại máy bay tương tự do Nga chế tạo. Nguyên nhân bởi Nga không hài lòng với hoạt động của những chiếc máy bay không người lái do nước này sản xuất trong cuộc xung đột với Gruzia và tỏ ra ấn tượng với những chiếc máy bay do thám xuất xưởng tại Israel do quân đội Gruzia sử dụng.
Loại máy bay không người lái Tipchak của Nga sử dụng trong chiến tranh Nam Ossetia 2008 theo Thứ trưởng Quốc phòng Nga Vladimir Popovkin thừa nhận thì chúng "gặp rất nhiều vấn đề" khi tác chiến như tiếng ồn quá lớn và dễ bị bắn hạ.
Theo 1 quan chức cấp cao Israel thì trong cuộc chiến Nam Ossetia, người Nga hiểu rằng những chiếc máy bay sản xuất trong nước của họ đã rất lạc hậu so với những máy bay không người lái hiện nay. Dù vậy kế hoạch mua UAV của Israel trong vòng 2-3 năm tới đã gây ra những ý kiến bất đồng. Mikhail Babich, Phó Chủ tịch Ủy ban Quốc phòng của Duma quốc gia Nga cho biết kế hoạch mua máy bay không người lái (UAV) của Israel sẽ không được thực hiện vì lựa chọn này không có lợi cho các nhà sản xuất quốc phòng trong nước. Vì thế song song với việc mua UAV nước ngoài Nga cũng đang phát triển các UAV với các công nghệ mới dưới dạng các khối lắp ráp riêng của mình với sự tham gia của nhiều công ty khác nhau.
Hãng sản xuất máy bay Nga MiG đã ký hợp đồng mua 24 hệ thống chỉ thị mục tiêu và hiển thị trên mũ bay TopSight của tập đoàn Thales (Pháp) tại triển lãm hàng không ở Farnborough năm 2012 để trang bị cho các máy bay tiêm kích trên hạm MiG-29K và MiG-29KUB dự định đưa vào trang bị cho không quân hải quân Nga sau khi kiểm nghiệm thành công trên các máy bay MiG của Ấn Độ.

## Cấu trúc

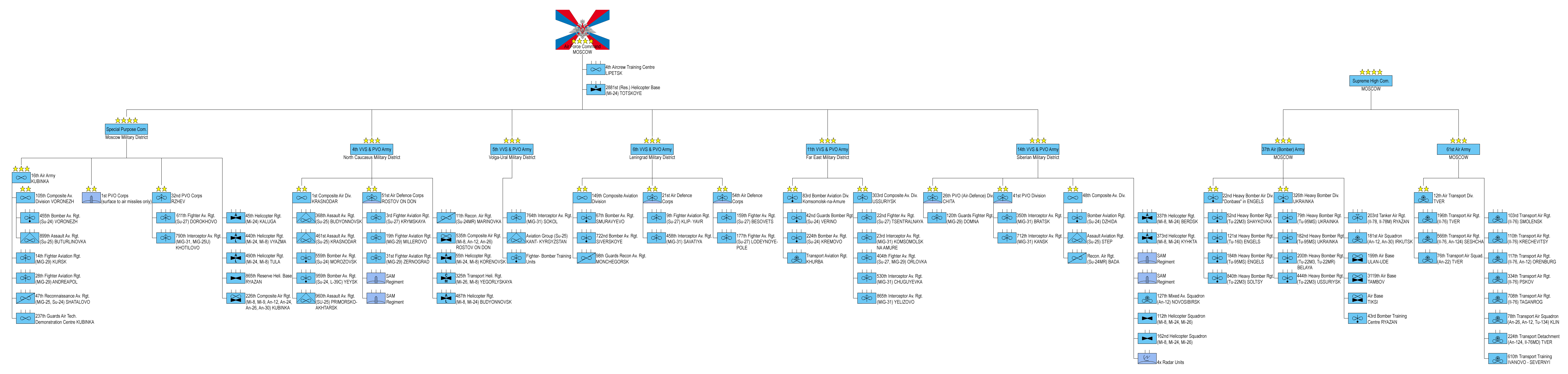
Cấu trúc của Không quân Liên bang Nga

Danh sách này được sao chép từ Air Forces Monthly tháng 7-8 năm 2007, nhưng không đầy đủ - một số những đơn vị huấn luyện và các đơn vị trực tiếp báo cáo có các phi đội cấp dưới hoặc các trung đoàn được liệt kê trong tập chí nhưng không được lặp lại ở đây.
Các đơn vị Trực tiếp Thông báo
- Sư đoàn Không quân 8 cho Mục đích Đặc biệt (Chkalovskiy)
- Trung tâm Thử nghiệm bay Nhà nước 929 (Akhtubinsk)
- Trung tâm Huấn luyện Chiến đấu và Bay đơn 4 - Căn cứ không quân Lipetsk
- Trung tâm Huấn luyện Chiến đấu và Bay đơn 344 - Totskoye
  - Căn cứ Dự trữ Trực thăng 2881 - Mi-24 - Totskoye (căn cứ không quân)
- Trung tâm Huấn luyện Chiến đấu và Bay đơn 924 - Yegoryevsk (UAV)
- Viện nghiên cứu khoa học trung tâm Nhà nước Nga huấn luyện phi hành gia - Zvezdnyi Goronok
- Căn cứ không quân 2457 cho máy bay phát hiện sóng radio tầm xa - A-50 - Ivanovo Severny
- Trung đoàn Hàng không Tiêm kích-Ném bom 1 - Su-24 - Lebyazhye
- Trung đoàn Hàng không Tiêm kích 764 - MiG-31, MiG-25PU - Sân bay Bolshoye Savino (Sokol)
- Biệt đội Hàng không Trinh sát Tầm xa Độc lập 5 - Voronezh (CFE, INF chứng minh)
- Trung tâm Huấn luyện Chiến đấu và Bay đơn 185 - Astrakhan
- Trung đoàn Trực thăng Độc lập 118 - Dmitriyevka [Чебеньки], Orenburg Oblast.
- Căn cứ Dự trữ Máy bay 4020, Lipetsk
- Căn cứ Dự trữ Máy bay 4215, Dmitriyevka

Các đơn vị huấn luyện
- Học viện Hàng không Quân sự Krasnodar (L-39C)
- Học viện Hàng không Quân sự Syzran (Mi-2, Mi-8, Mi-24)
- Trung tâm Huấn luyện 783 (Armavir) (MiG-29, L-39C)
- Trung tâm Huấn luyện 786 (Borisoglebsk)

Bộ tư lệnh mục đích đặc biệt, HQ Moskva, Quân khu Moscow
- Tập đoàn quân Không quân 16 - Kubinka
  - Sư đoàn Hàng không Hỗn hợp 105, Voronezh
    - Trung đoàn Hàng không Ném bom 455 - sử dụng Sukhoi Su-24, đặt căn cứ tại Sân bay Chertovitskoye, Voronezh
    - Trung đoàn Hàng không Shturmovik 899 (Đột kích) sử dụng Su-25, đặt căn cứ tại Buturlinovka.

  - Trung đoàn Hàng không Tiêm kích 14 - MiG-29 - Kursk
  - Trung đoàn Hàng không Tiêm kích 28 - MiG-29 - Andreapol (căn cứ không quân)
  - Trung đoàn Hàng không Trinh sát 47 - sử dụng MiG-25 và Su-24 - Shatalovo
  - Trung tâm thuyết minh kỹ thuật không quân cận vệ 237 - Kubinka - MiG-29, Su-27, Su-27M, L-39C;
- Trung đoàn Không quân Hỗn hợp Độc lập 226 (Mi-8, Mi-8, An-12, An-24, An-26, An-30) (Kubinka);
- Quân đoàn 1 thuộc PVO (chỉ trang bị tên lửa đất đối không);
- Quân đoàn 32 thuộc PVO (Rzhev)
  - Trung đoàn Hàng không Tiêm kích 611 sử dụng Su-27 Dorokhovo
  - Trung đoàn Hàng không Đánh chặn 790 - sử dụng MiG-31, MiG-25U - Khotilovo
- Hàng không Lục quân hợp thành
  - Trung đoàn Trực thăng Độc lập 45 (Oreshkovo (Vorotinsk) gần Kaluga) Mi-24
  - Trung đoàn Trực thăng Độc lập 440 điều khiển chiến trường - Vyazma - Mi-24, Mi-8
  - Trung đoàn Trực thăng Độc lập 490 điều khiển chiến trường - Klokovo (4 km gần Tula) - Mi-24, Mi-8;
  - Căn cứ Trực thăng Dự trữ 865 (Protasovo/Aleksandrovo (căn cứ không quân), gần Ryazan);

Tập đoàn quân 6 thuộc VVS và PVO, Quân khu Leningrad
- Quân đoàn Phòng không 21 - Severomorsk
  - Trung đoàn Hàng không Tiêm kích 9 - HQ tại Kilp-Yavr (Poliarnyi) - Su-27;
  - Trung đoàn Hàng không Đánh chặn 458 - HQ tại Savatiya (Kotlas) - MiG-25U, MiG-31;
- Quân đoàn Phòng không 54 - HQ tại Taytsy
  - Trung đoàn Hàng không Tiêm kích 177 - HQ tại Lodeynoye Pole (căn cứ không quân) - Su-27;
  - Trung đoàn Hàng không Tiêm kích 159 - HQ tại Besovets Airport - Su-27;
- Sư đoàn Hàng không Hỗn hợp 149
- Trung đoàn Hàng không Ném bom 67 - HQ Siverskiy-2 - Su-24;
- Trung đoàn Hàng không Ném bom 722 - HQ Smuravyevo (Gdov) - Su-24;
- Trung đoàn Hàng không Trinh sát Cận vệ 98 - HQ Monchegorsk (căn cứ không quân) - MiG-25RB/U, Su-24MR;
- Trung đoàn Không quân Hỗn hợp Độc lập 138 - HQ Levashevo - An-12, An-26, Mi-8, Tu-134;
- Phi đội Trực thăng Tác chiến điện tử Độc lập 147 - HQ Pushkin - Mi-8PPA;
- Trung đoàn Trực thăng Độc lập 332 điều khiển chiến trường - HQ Pribylovo - Mi-8, Mi-24;
- Phi đội Trực thăng Độc lập 85 - HQ Alakurtti - Mi-8, Mi-24.

Tập đoàn quân 4 thuộc VVS và PVO, Quân khu Bắc Caucasus
- Sư đoàn Không quân Hỗn hợp 1 - Krasnodar
  - Trung đoàn Hàng không Ném bom 559 - Morozovsk - Su-24;
  - Trung đoàn Hàng không Ném bom 959 - Yeysk - sử dụng Su-24 và L-39C;
  - Trung đoàn Hàng không Đột kích 368 - Budyonnovsk - Su-25;
  - Trung đoàn Hàng không Đột kích 461 - Krasnodar - Su-25;
  - Trung đoàn Hàng không Đột kích 960 - Primorsko-Akhtarsk - Su-25;
- Quân đoàn Phòng không 51 - Rostov on Don
  - Trung đoàn Hàng không Tiêm kích 3 - Krymskaya, (trước đây là trung đoàn 562) - Su-27;
  - Trung đoàn Hàng không Tiêm kích 19 - Millerovo - MiG-29;
  - Trung đoàn Hàng không Tiêm kích 31 - Zernograd - MiG-29;
  - Các Trung đoàn Tên lửa đất đối không
- Trung đoàn Không quân Trinh sát Độc lập 11 - Marinovka - sử dụng Su-24MR;
- Trung đoàn Không quân Hỗn hợp Độc lập 535 - Rostov on Don - Mi-8, An-12 và An-26;
- Hàng không Lục quân Hợp thành cũ
  - Trung đoàn Trực thăng Độc lập 55 - Korenovsk - Mi-24, Mi-8;
  - Trung đoàn Trực thăng Chiến đấu-Vận tải Độc lập 325 - Yegorlyskaya - Mi-26, Mi-8;
  - Trung đoàn Trực thăng Độc lập 487 điều khiển chiến trường - Budyonnovsk - Mi-8, Mi-24;

Tập đoàn quân 5 thuộc VVS và PVO, HQ Yekaterinburg, Quân khu Volga-Ural
Trung tướng Mikhail Kucheryavy
- Phi đội Không quân Hỗn hợp Độc lập 128 - HQ Koltsovo gần Yekaterinburg - An-26;
- Phi đội Vận tải Độc lập 320 thuộc Cục tìm kiếm và cứu nạn - HQ Uprun (Troitsk), gần Chelyabinsk - Mi-8;
- Căn cứ không quân 999 - Kant, Kyrgyzstan - L-39, Mi-8, Su-25;
- Hàng không Lục quân Hợp thành;
  - Trung đoàn Trực thăng Độc lập 793 - HQ Kinel'-Cherkasy - Mi-8, Mi-26;
  - Trung đoàn Trực thăng Độc lập 237 - HQ Bobrovka - Mi-8, Mi-24;

Tập đoàn quân 14 thuộc VVS và PVO, HQ Novosibirsk, Quân khu Siberia
- Sư đoàn Không quân Hỗn hợp 21 - HQ Dzhida;
  - Trung đoàn Hàng không Ném bom 2 - HQ Dzhida - Su-24M;
  - Trung đoàn Không quân Shturmovik 266 - HQ Step',Oloviannaya - Su-25;
  - Trung đoàn Không quân Trinh sát 313 - HQ Bada - Su-24MR;
- Trung đoàn Hàng không Tiêm kích Cận vệ 120 - HQ Domna, 27 km tây nam của Chita - MiG-29;
- Trung đoàn Hàng không Đánh chặn 712 - HQ Kansk (căn cứ không quân) - MiG-25PU, MiG-31;
- Phi đội Hàng không Hỗn hợp Độc lập 137 - HQ Sân bay Novosibirsk Tolmachevo - An-26;
- Hàng không Lục quân Hợp thành
  - Trung đoàn Trực thăng Độc lập 337 - HQ Berdsk - Mi-8, Mi-24;
  - Trung đoàn Trực thăng Độc lập 112 - HQ Chita - Mi-8, Mi-24;
- Hai trung đoàn Tên lửa đất đối không và 4 đơn vị radar

Tập đoàn quân 11 thuộc VVS và PVO, Quân khu Viễn Đông - HQ Khabarovsk
- Quân đoàn PVO 23 - HQ Vladivostok;
  - Trung đoàn Hàng không Tiêm kích 22 - HQ Centralnaya Uglovaya (Artem) - Su-27;
  - Trung đoàn Hàng không Đánh chặn 530 - HQ Sokolovka - MiG-25PU, MiG-31;
- Sư đoàn PVO 25 - HQ Komsomolsk na Amure
  - Trung đoàn Hàng không Tiêm kích 23 - HQ Dzemgi - Su-27;
- Trung đoàn Hàng không Hỗn hợp 303 - HQ Ussuriysk
  - Trung đoàn Hàng không Ném bom 277 - HQ Khurba - Su-24;
  - Trung đoàn Hàng không Ném bom 302 - HQ Verino - Su-24;
  - Trung đoàn Không quân Shturmovik (Đột kích) 18 - HQ Galenki - Su-25;
  - Trung đoàn Không quân Shturmovik 187 - HQ Chernigovka - Su-25;
  - Trung đoàn Hàng không Trinh sát 799 - HQ Varfolomeyevka - Su-24MR, MiG-25RB;
- Trung đoàn Không quân Hỗn hợp Độc lập 257 - HQ Khabarovsk-Bolshoy - An-12, An-26, Mi-8;
- Hàng không Lục quân Hợp thành;
  - Trung đoàn Trực thăng Độc lập ?? - HQ Sokol (Dolinsk) - Mi-8;
  - Trung đoàn Trực thăng Độc lập 319 điều khiển chiến trường - HQ Chernigovka - Mi-24;
  - Trung đoàn Trực thăng Độc lập 364 - HQ Srednebelaya - Mi-8, Mi-24, Mi-26;
  - Trung đoàn Trực thăng Độc lập 825 - HQ Garovka-2 - Mi-6, Mi-8, Mi-26;

### Các tập đoàn quân không quân thuộc Bộ tư lệnh tối cao
- Tập đoàn quân không quân 37 (ném bom chiến lược) - HQ Moscow
  - Trung tâm huấn luyện chiến đấu và bay đơn 43 - Ryazan - sử dụng Tu-22M3, Tu-95MS, Tu-134UBL và An-26;
  - Sư đoàn Không quân Ném bom hạng nặng 22 "Donbass" - HQ Engels-2;
    - Trung đoàn Không quân Ném bom hạng nặng 121 - Engels - Tu-160;
    - Trung đoàn Không quân Ném bom hạng nặng 184 - Engels - Tu-95MS;
    - Trung đoàn Không quân Ném bom hạng nặng 52 - Shaykovka - Tu-22M3;
    - Trung đoàn Không quân Ném bom hạng nặng 840 - Soltsy - Tu-22M3;

  - Sư đoàn Không quân Ném bom hạng nặng 326 - HQ Ukrainka;
    - Trung đoàn Không quân Ném bom hạng nặng 182 - Ukrainka - Tu-95MS;
    - Trung đoàn Không quân Ném bom hạng nặng 79 - Ukrainka - Tu-95MS;
    - Trung đoàn Không quân Ném bom hạng nặng 200 - Belaya (căn cứ không quân) (gần Irkutsk) - Tu-22M3, Tu-22MR;
    - Trung đoàn Không quân Ném bom hạng nặng 444 - Vozdvizshenka (Ussuriysk) - Tu-22M3;

  - Trung đoàn Không quân Độc lập 203 (máy bay tiếp dầu) - HQ Ryazan - Il-78 và Il-78M;
  - Phi đội Không quân Độc lập 181 - Irkutsk - An-12 và An-30;
  - Căn cứ không quân 199 - Ulan-Ude;
  - Căn cứ không quân 3119 - Tambov;
  - Căn cứ không quân ??? - Tiksi;
- Tập đoàn quân không quân 61 (trước đây là Hàng không Vận tải Quân sự) - Moscow
  - Trung tâm huấn luyện chiến đấu và bay đơn 610 - HQ Ivanovo - Severnyi;
    - Phi đội Không quân Huấn luyện Vận tải Quân sự ??? - Ivanovo - Il-76;

  - Phi đội Không quân Vận tải Quân sự 12 - Tver (Migalovo);
    - Trung đoàn Không quân Vận tải Quân sự 196 - Tver - Il-76;
    - Trung đoàn Không quân Vận tải Quân sự 566 - Seshcha - Il-76, An-124;
    - Phi đội Không quân Vận tải Quân sự Độc lập 76 - Tver - An-22;

  - Trung đoàn Không quân Vận tải Quân sự 103 - Smolensk - Il-76;
  - Trung đoàn Không quân Vận tải Quân sự 110 - Krechevitsy - Il-76;
  - Trung đoàn Không quân Vận tải Quân sự 117 - Orenburg - Il-76, An-12;
  - Trung đoàn Không quân Vận tải Quân sự 334 - Pskov - Il-76;
  - Trung đoàn Không quân Vận tải Quân sự 708 - Taganrog - Il-76;
  - Phi đội Không quân Vận tải Quân sự Độc lập 78 - Klin-5 - An-26, An-12 và Tu-134;
  - Biệt đội Không quân Vận tải Quân sự 224 - Tver - An-124, Il-76MD;
  - Một trung tâm thông tin

Danh sách các căn cứ của Không quân Xô viết chỉ ra một số căn cứ vẫn còn hoạt động trong Không quân Nga.

## Trang bị

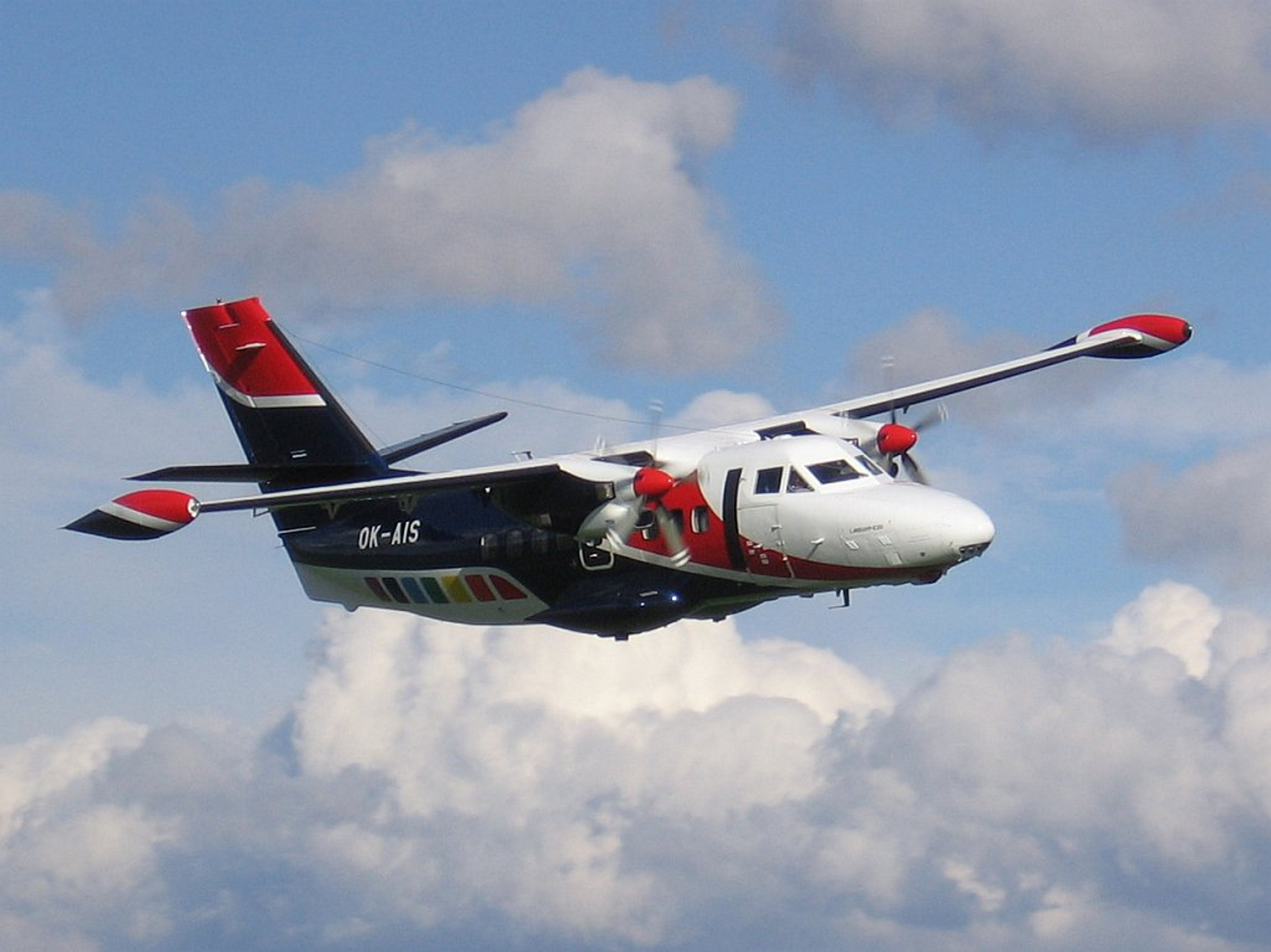

| Máy bay                                      | Nguồn gốc         | Hình ảnh          | Phiên bản                                    | Số lượng hoạt động                        | Chú thích |        |
| Máy bay tiêm kích                            | Máy bay tiêm kích | Máy bay tiêm kích | Máy bay tiêm kích                            | Máy bay tiêm kích                         | Máy bay tiêm kích |        |
| -------------------------------------------- | ----------------- | ----------------- | -------------------------------------------- | ----------------------------------------- | --- | ------ |
| Sukhoi Su-27 Flanker                         | Liên Xô           |                   |                                              | 422                                       | |        |
| Sukhoi Su-30 Flanker-C                       | Liên Xô           |                   |                                              | 111+                                      | |        |
| Sukhoi Su-35 Flanker-E                       | Nga               |                   | Su-35S                                       | 118+ Tổng cộng có 30 theo đơn đặt hàng.   | |        |
| Sukhoi Su-57                                 | Nga               |                   | Su-57                                        | 29+                                       | Máy bay chiến đấu thế hệ 5 đa chức năng/ưu thế trên không. |        |
| Mikoyan MiG-29 Fulcrum                       | Liên Xô           |                   | МiG-29UB МiG-29SMT МiG-29UBT МiG-29S МiG-29М | 253-291                                   | На замену МиГ-35.Началась постепенная замена МиГ-29С на МиГ-35 | [ 44 ] |
| Mikoyan MiG-31 Foxhound                      | Liên Xô           |                   |                                              | 247-300+                                  | |        |
| Mikoyan MiG-35 Fulcrum F                     | Nga               |                   | Mig-35S                                      | 30                                        | |        |
| Máy bay cường kích                           |                   |                   |                                              |                                           | |        |
| Sukhoi Su-24 Fencer                          | Liên Xô           |                   | Su-24M Su-24M2 Su-24МR                       | 124                                       | Đang hiện đại hóa lên thành Su-24M2; 70% số Su-24 sẽ được thay thế bằng Su-34 Однако после ряда катастроф было принято решение списать все Су-24 к 2020 году..Năm 2015 Không quân Nga sẽ có 103 Su-34 |        |
| Sukhoi Su-25 Frogfoot                        | Liên Xô           |                   | Su-25 Su-25SМ Su-25SМ2/SМ3 Su-25UB           | ~150 60 52 15                             | 80 chiếc được hiện đại hóa lên SM trong năm 2020 |        |
| Sukhoi Su-34 Fullback                        | Nga               |                   |                                              | 163+.                                     | |        |
| Máy bay ném bom chiến lược                   |                   |                   |                                              |                                           | |        |
| Tupolev Tu-22M Backfire                      | Liên Xô           |                   | Tu-22M3                                      | 63                                        | Trang bị cho Tập đoàn quân không quân 37, đang hiện đại hóa lên thành Tu-22M5 |        |
| Tupolev Tu-95 Bear                           | Liên Xô           |                   | Tu-95MS                                      | 60                                        | Trang bị cho Tập đoàn quân không quân 37, đang hiện đại hóa 35 chiếc thành Tu-95MSM |        |
| Tupolev Tu-160 Blackjack                     | Nga               |                   | Tu-160                                       | 11                                        | Trang bị cho Tập đoàn quân không quân 37, đang hiện đại hóa lên thành Tu-160M |        |
| Máy bay tiếp dầu                             |                   |                   |                                              |                                           | |        |
| Ilyushin Il-76 Candid                        | Liên Xô           |                   | IL-76/78MD                                   | 86                                        | Đang hiện đại hóa lên thành Il-76MD-90 |        |
| Máy bay vận tải                              |                   |                   |                                              |                                           | |        |
| Antonov An-26 Curl                           | Liên Xô           |                   | An-26                                        | ~120                                      | |        |
| Antonov An-12 Cub                            | Liên Xô           |                   | An-12 BK                                     | 62                                        | |        |
| Antonov An-22 'Antey' Cock                   | Liên Xô           |                   | An-22                                        | 5 chiếc đang sử dụng + một số đang dự trữ | |        |
| Antonov An-72 Coaler                         | Liên Xô           |                   | An-72/An-74                                  | 39                                        | IISS không có danh sách máy bay đang hoạt động |        |
| Antonov An-124 'Ruslan' Condor               | Liên Xô           |                   | An-124                                       | 14                                        | |        |
| Antonov An-140                               | Nga · Ukraina     |                   | An-140                                       | 5                                         | |        |
| Antonov An-148                               | Nga · Ukraina     |                   | An-148                                       | 15                                        | |        |
| Let L-140 Turbolet                           | Cộng hòa Séc      |                   | L-140                                        | 30/100 chiếc đang sử dụng                 | |        |
| Ilyushin Il-18 Coot                          | Liên Xô           |                   | Il-18/Il-20/Il-22                            | 8                                         | |        |
| Ilyushin Il- 62 Classic                      | Liên Xô           |                   | Il-62                                        | 7                                         | |        |
| Tupolev Tu-134 Crusty                        | Liên Xô           |                   | Tu-134                                       | 56                                        | |        |
| Tupolev Tu-154 Careless                      | Liên Xô           |                   | Tu-154                                       | 18                                        | |        |
| Máy bay chỉ huy/trinh sát chiến lược/hậu cần |                   |                   |                                              |                                           | |        |
| Antonov An-30 Clank                          | Liên Xô           |                   | An-30                                        | 14                                        | |        |
| Ilyushin Il-80 Maxdome                       | Nga               |                   | Il-80                                        | 4                                         | |        |
| Ilyushin Il-78 Midas                         | Liên Xô           |                   | IL-78                                        | 15                                        | |        |
| Mikoyan-Gurevich MiG-25RB Foxbat             | Liên Xô           |                   | MiG-25RB                                     | 15                                        | |        |
| Sukhoi Su-24 Fencer                          | Liên Xô           |                   | Su-24MR                                      | 100                                       | |        |
| Tupolev Tu-204                               | Nga               |                   | Tu-214PU-SBUS Tu-214ON Tu-214R               | 2 2 2                                     | |        |
| Beriev A-50 'Shmel' Mainstay                 | Liên Xô           |                   | Beriev A-50                                  | 12                                        | Đang được hiện đại hóa thành A-50M |        |
| Máy bay huấn luyện                           |                   |                   |                                              |                                           | |        |
| Yakovlev Yak-130                             | Nga               |                   | Yak-130                                      | 107                                       | |        |
| Yakovlev Yak-152                             | Nga               |                   | Yak-152                                      | 0                                         | 150 chiếc theo đơn đặt hàng |        |
| Aero L-39 Albatros                           | Tiệp Khắc         |                   | L-39                                         | 200                                       | |        |
| Diamond DA42T                                | Áo                |                   | DA42T                                        | 9                                         | 55 Chiếc đang đặt hàng |        |
| Trực thăng vũ trang                          |                   |                   |                                              |                                           | |        |
| Kamov Ka-27 Helix                            | Liên Xô           |                   | Ka-27                                        | 88                                        | Trực thăng ASW |        |
| Kamov Ka-50 'Black Shark' Hokum A            | Liên Xô           |                   | Ka-50                                        | 8                                         | |        |
| Kamov Ka-52 'Alligator' Hokum B              | Nga               |                   | Ka-52                                        | 77                                        | [ 58 ] [ 59 ] |        |
| Mil Mi-24 Hind                               | Liên Xô           |                   | Mi-24 Мi-24P/В Мi-35(Мi-24В?) Мi-35М(24ВМ?)  | ~620 34                                   | [ 61 ] [ 62 ] |        |
| Mil Mi-28 Havoc                              | Nga               |                   | Mi-28N                                       | 93                                        | 300 chiếc được giao cho đến 2015 |        |
| Trực thăng vận tải                           |                   |                   |                                              |                                           | |        |
| Mil Mi-26 Halo                               | Liên Xô           |                   | Mil Mi-26                                    | 643                                       | Vận tải hạng nặng |        |
| Mil Mi-8 Hip                                 | Liên Xô           |                   | Mi-8                                         | 195                                       | Không quân 160 chiếc, Hải quân 35 chiếc |        |
| Mil Mi-2                                     | Ba Lan            |                   | Mi-2                                         |                                           | |        |
| Eurocopter AS350 Écureuil                    | Pháp              |                   | AS350                                        | 5                                         | Trực thăng đa chức năng |        |
| Kamov Ka-60 Kasatka                          | Nga               |                   | Ka-60                                        | 8                                         | 200 chiếc được đặt hàng |        |
| Kamov Ka-226 Hoodlum                         | Nga               |                   | Ka-226                                       | 19                                        | Trực thăng đa chức năng |        |
| Kazan Ansat                                  | Nga               |                   | Kazan Ansat                                  | 50                                        | Trực thăng đa chức năng |        |

## Một số hình ảnh

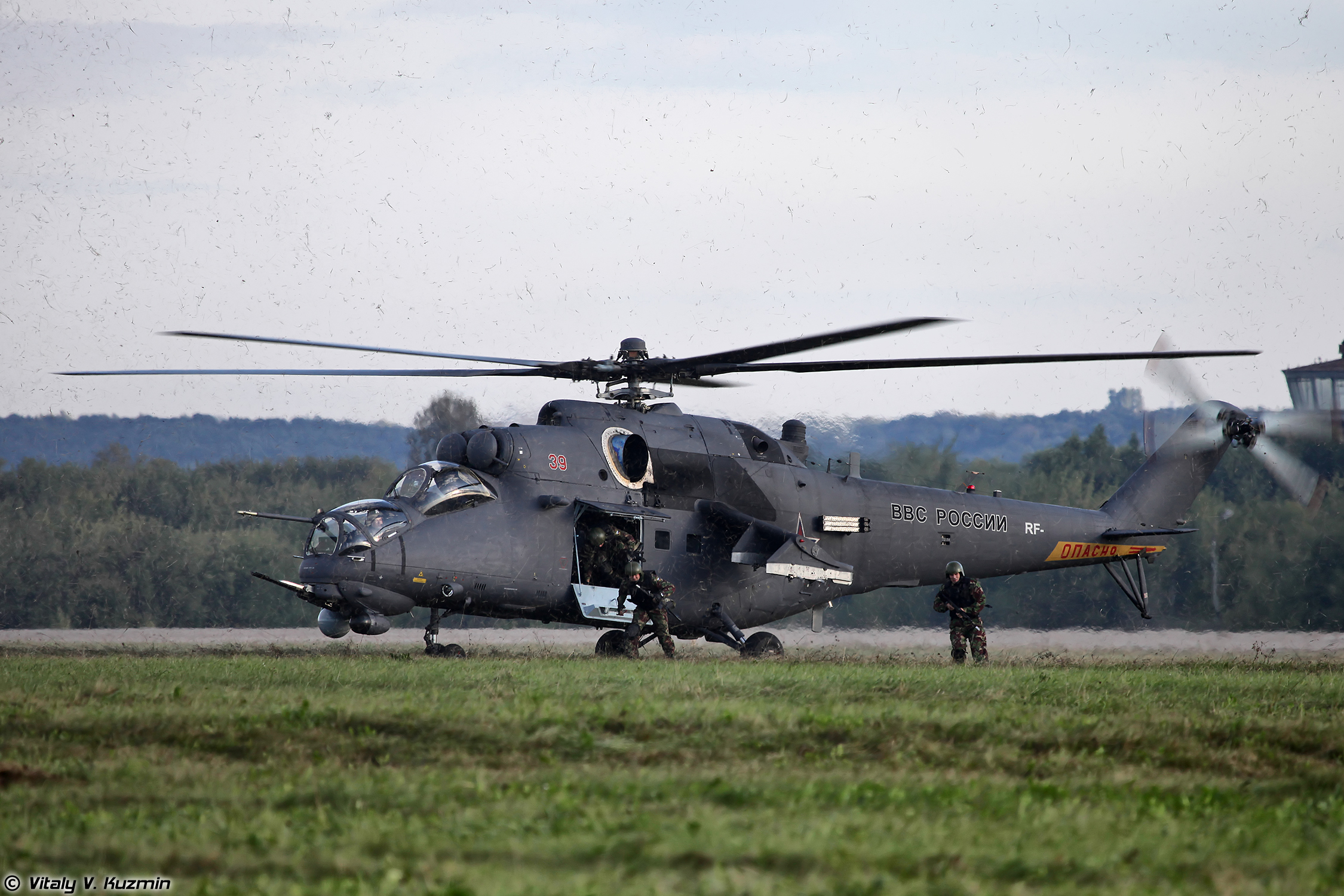
Mi-35M
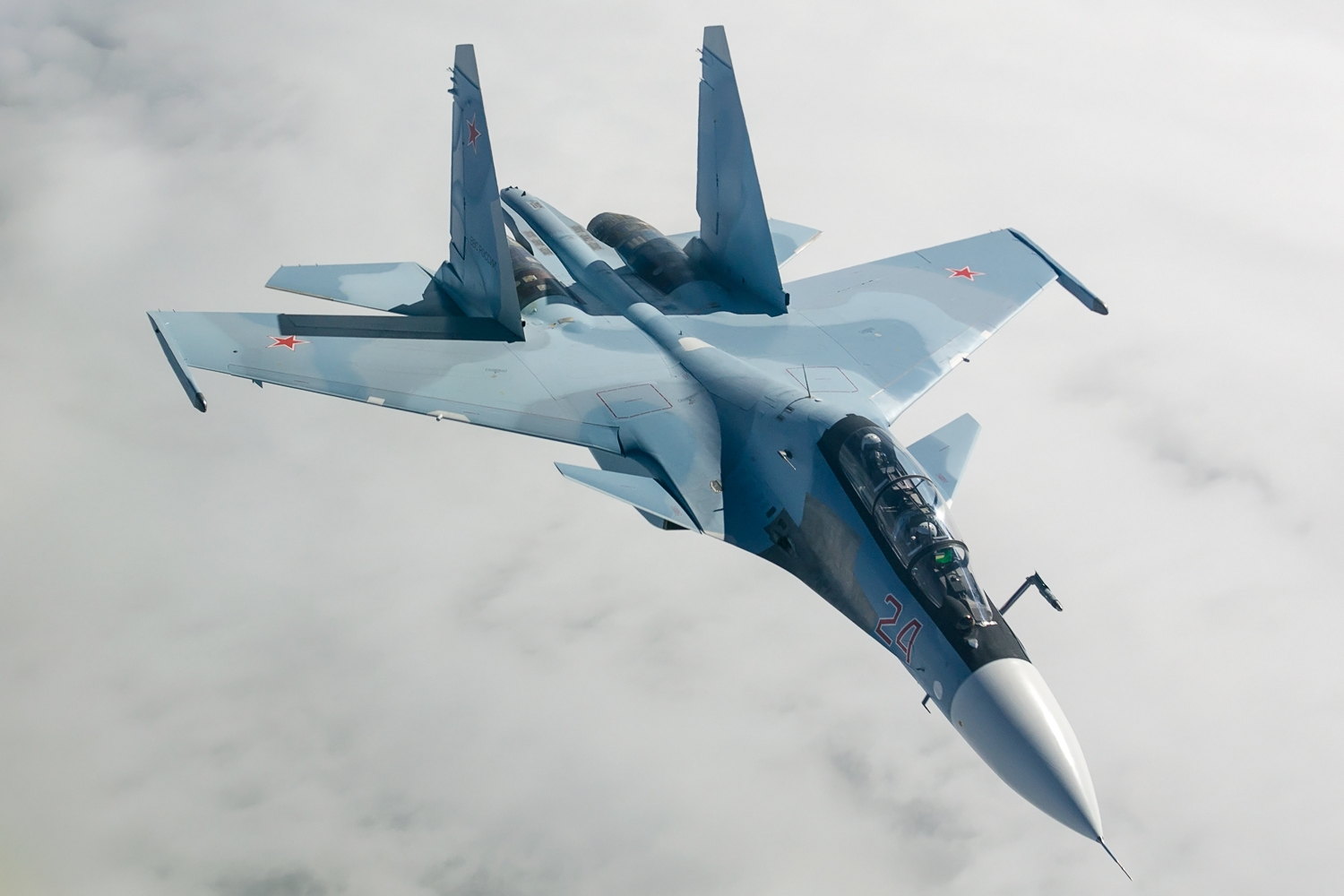
Sukhoi Su-30SM
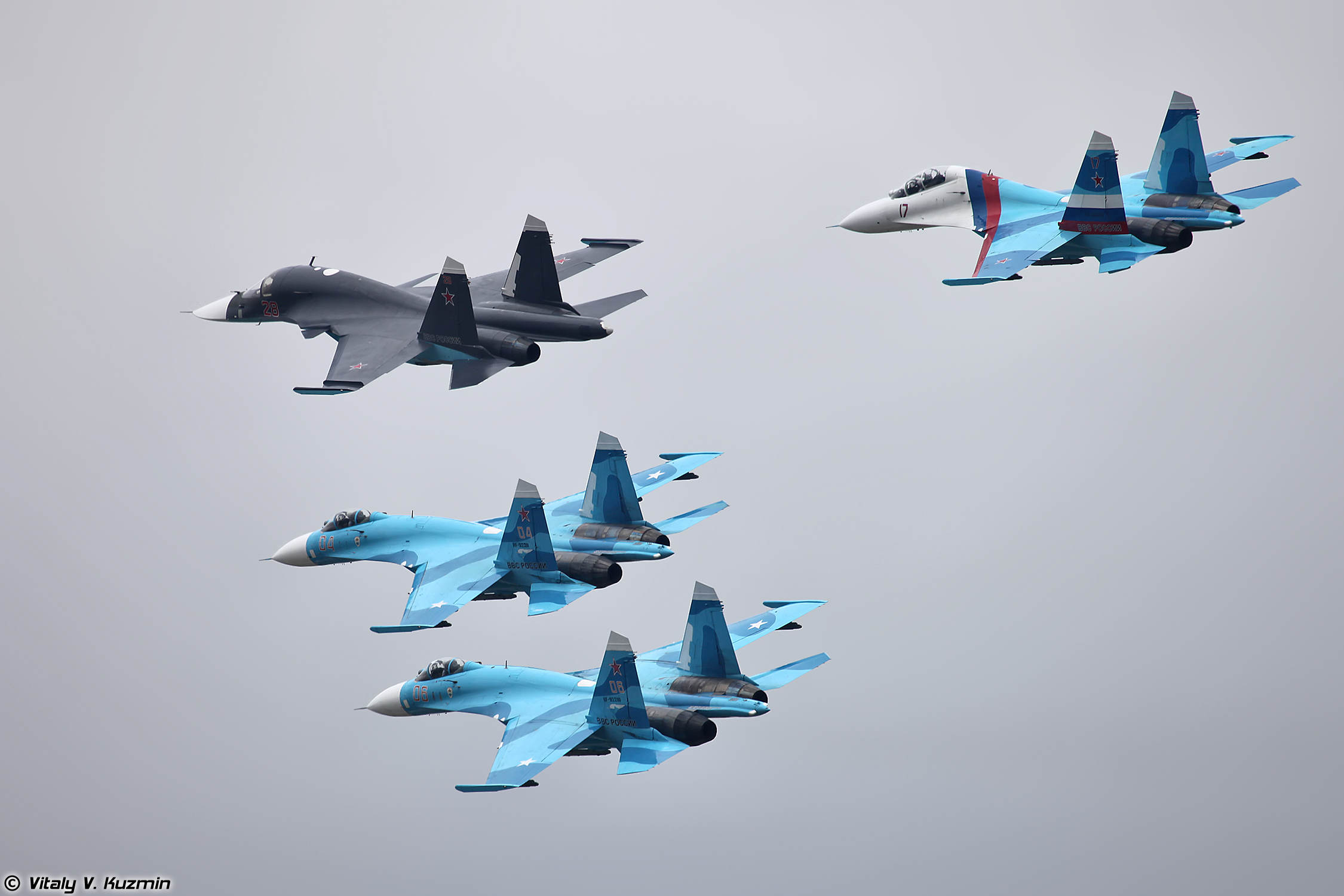
Su-27, Su-30 và Su-34 tại Triển lãm MAKS 2013
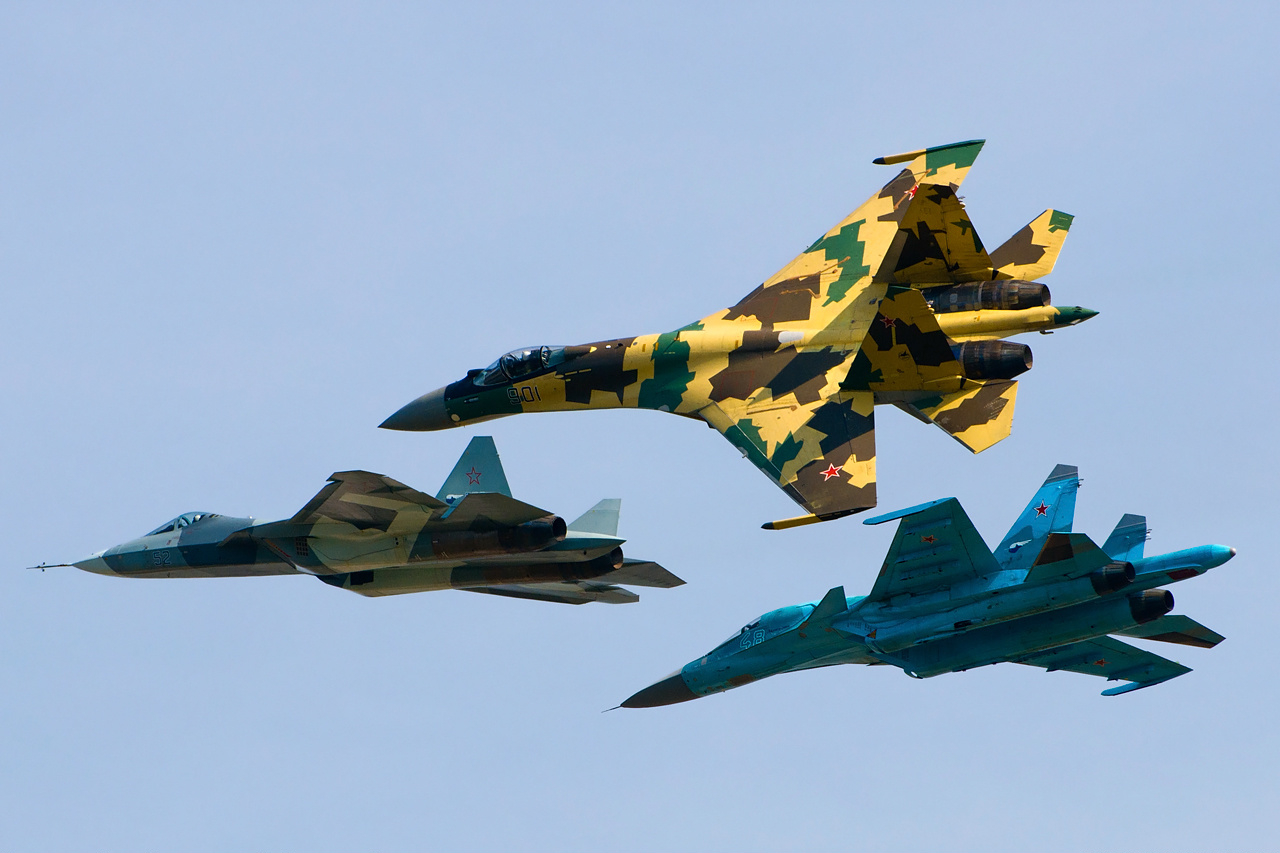
Sukhoi Su-35S, Su-34 và T-50
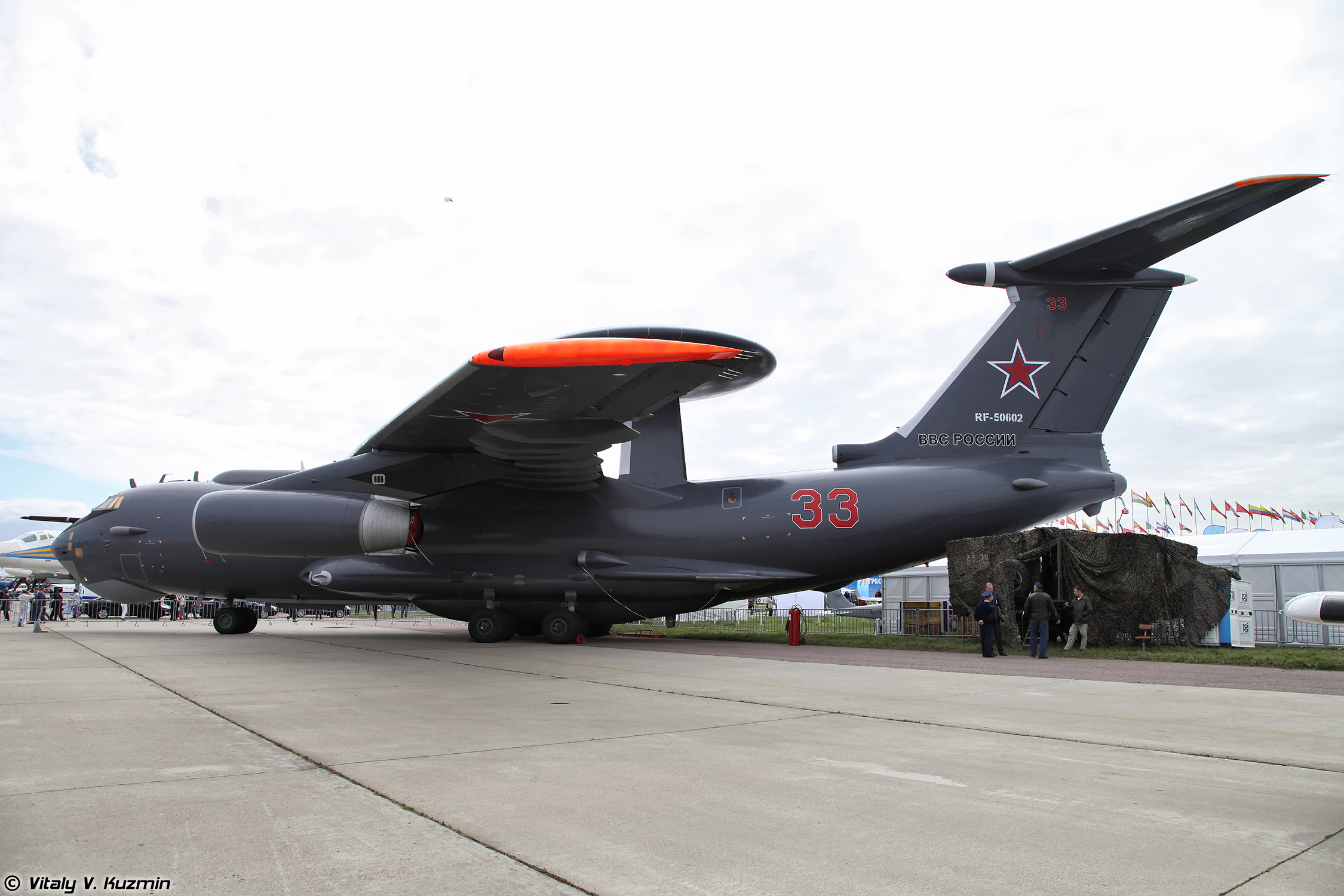
A-50U tại triển lãm MAKS 2013
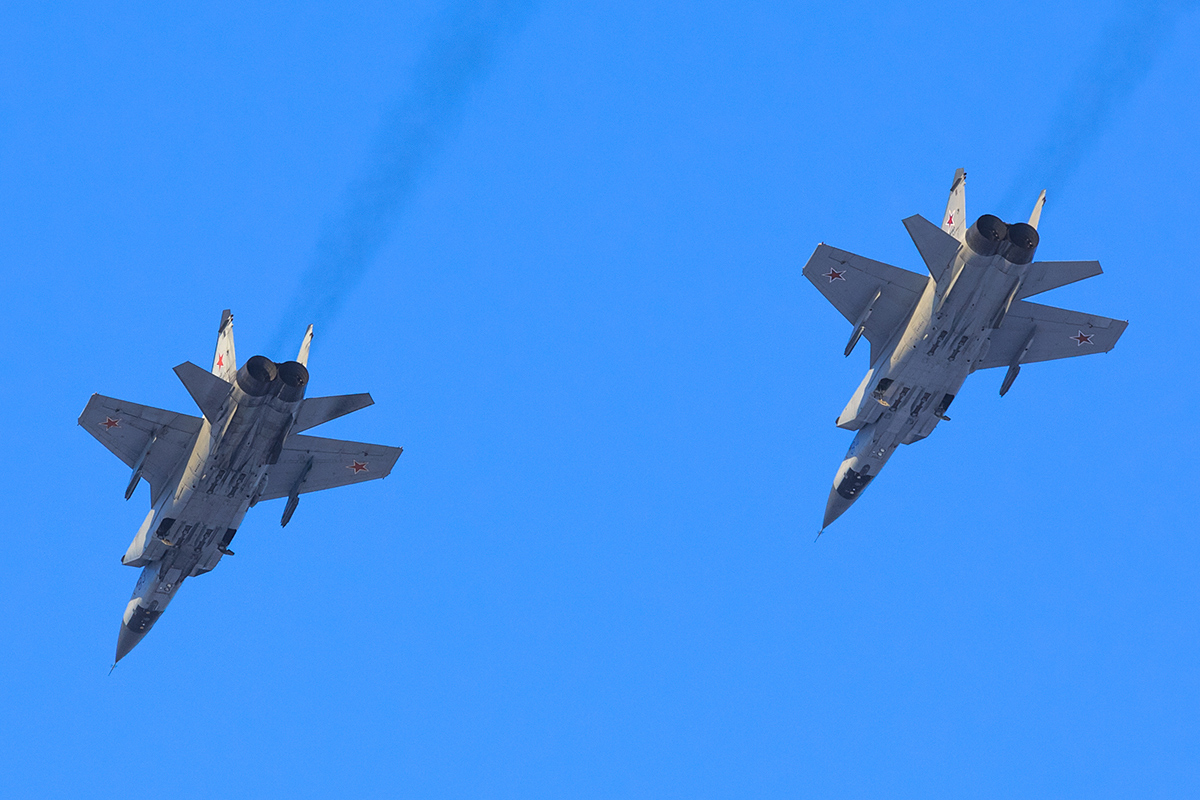
MiG-31
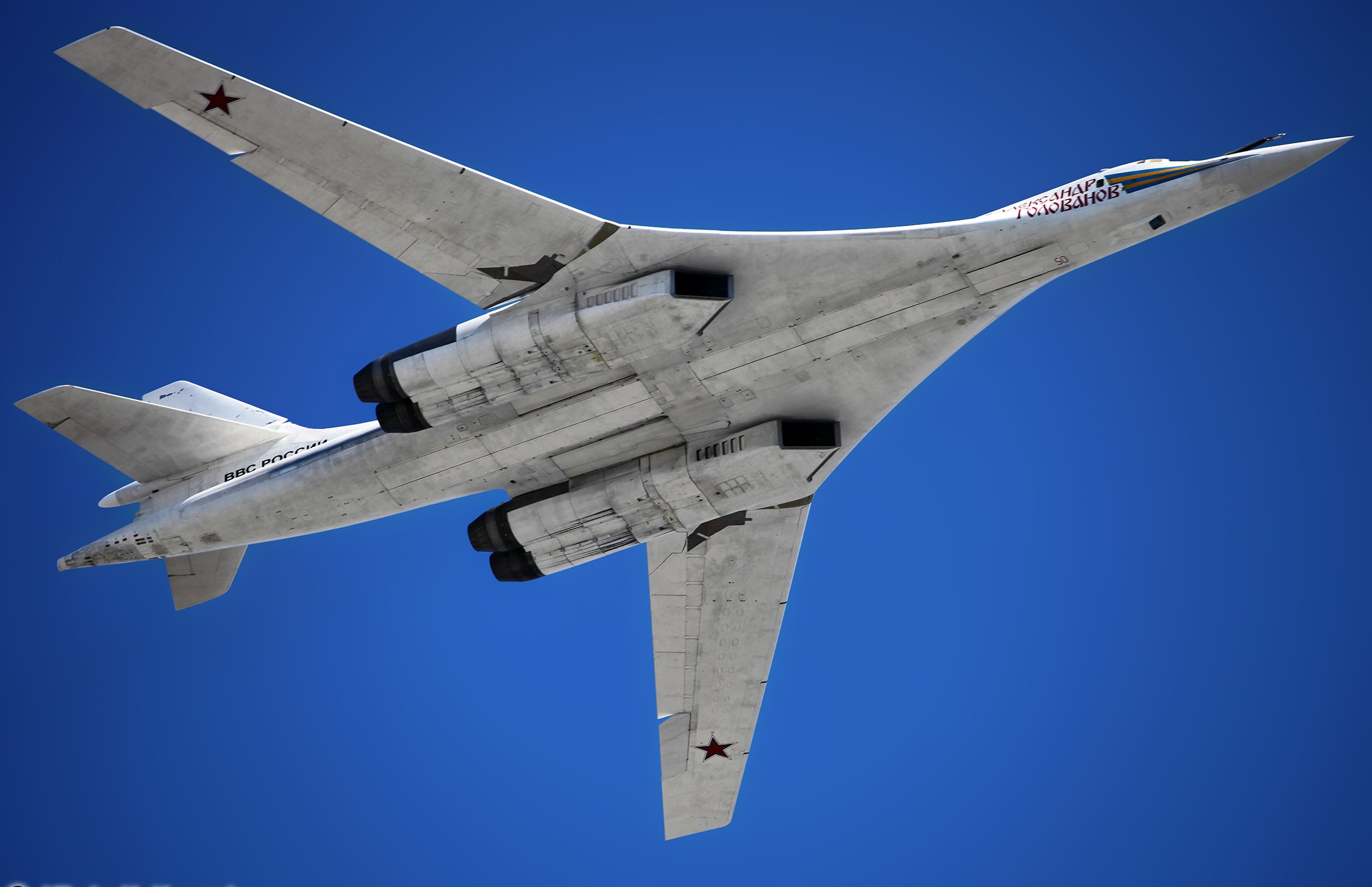
Tu-160
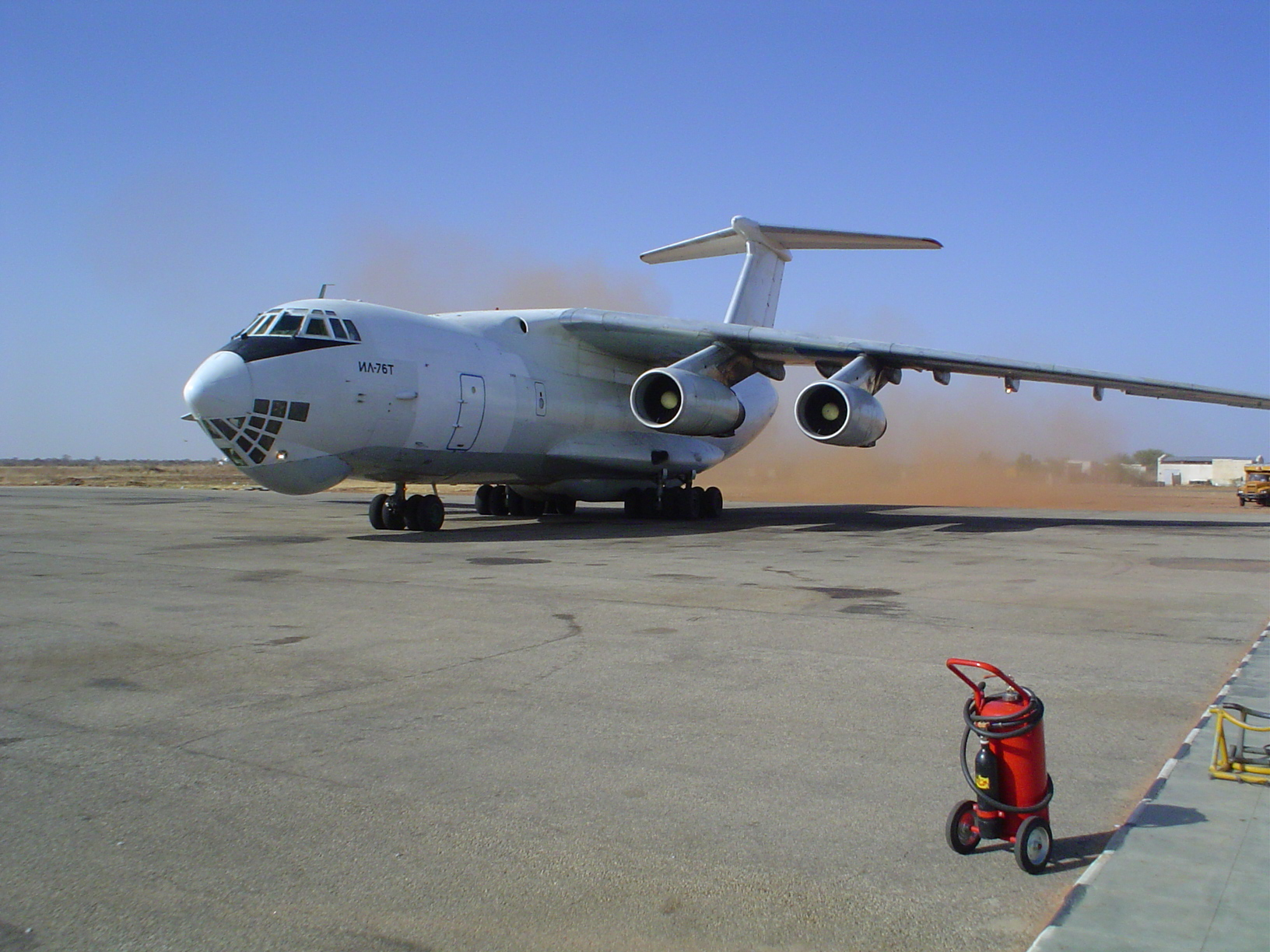
Ilyushin Il-76
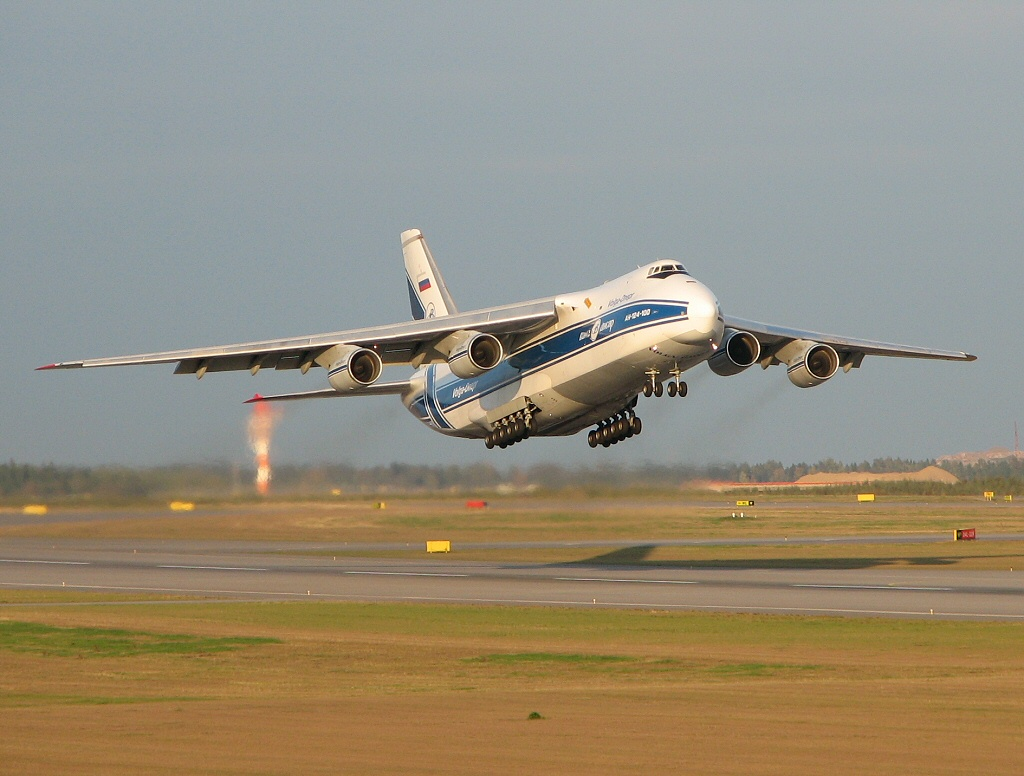
Antonov An-124 Ruslan
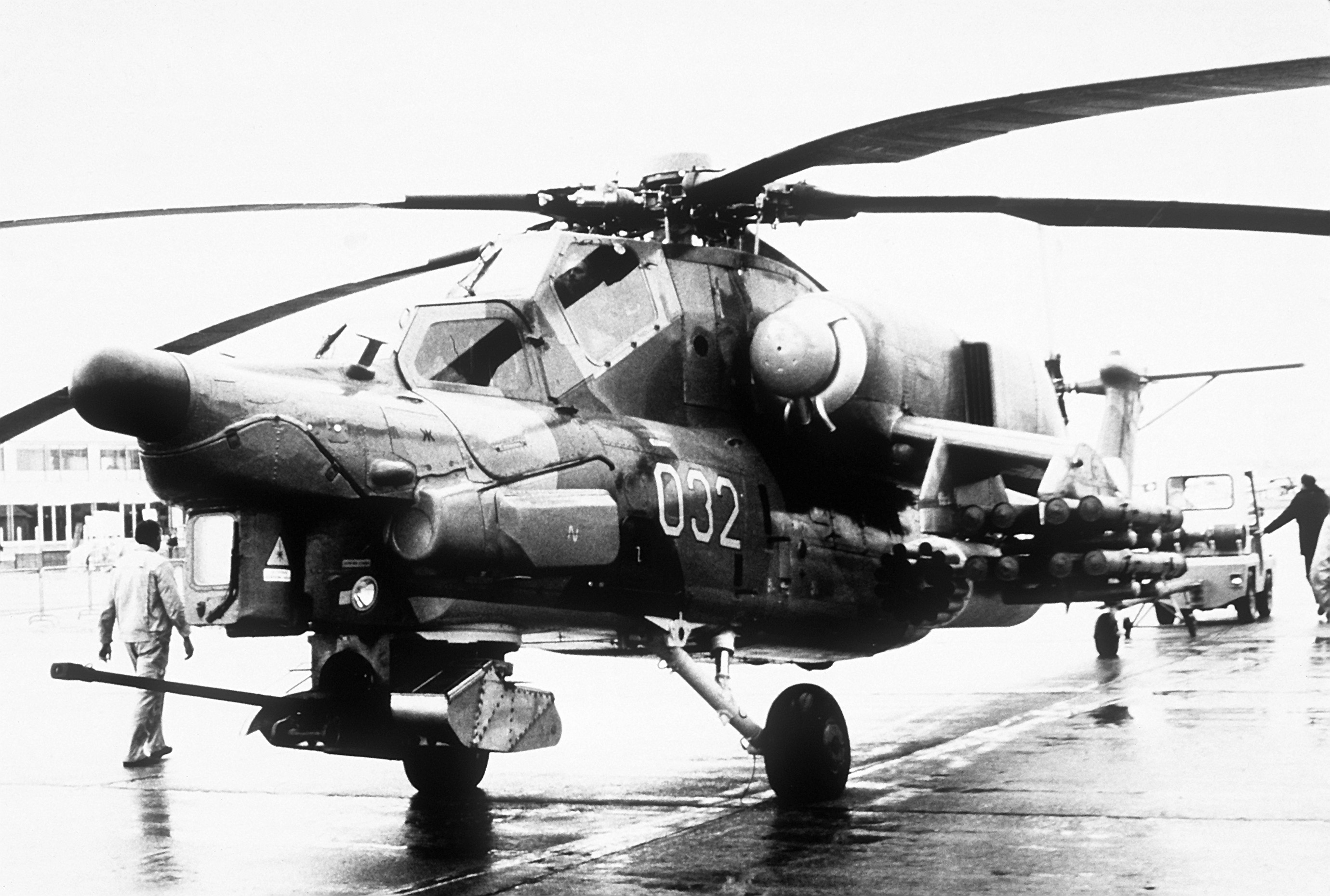
Mil Mi-28
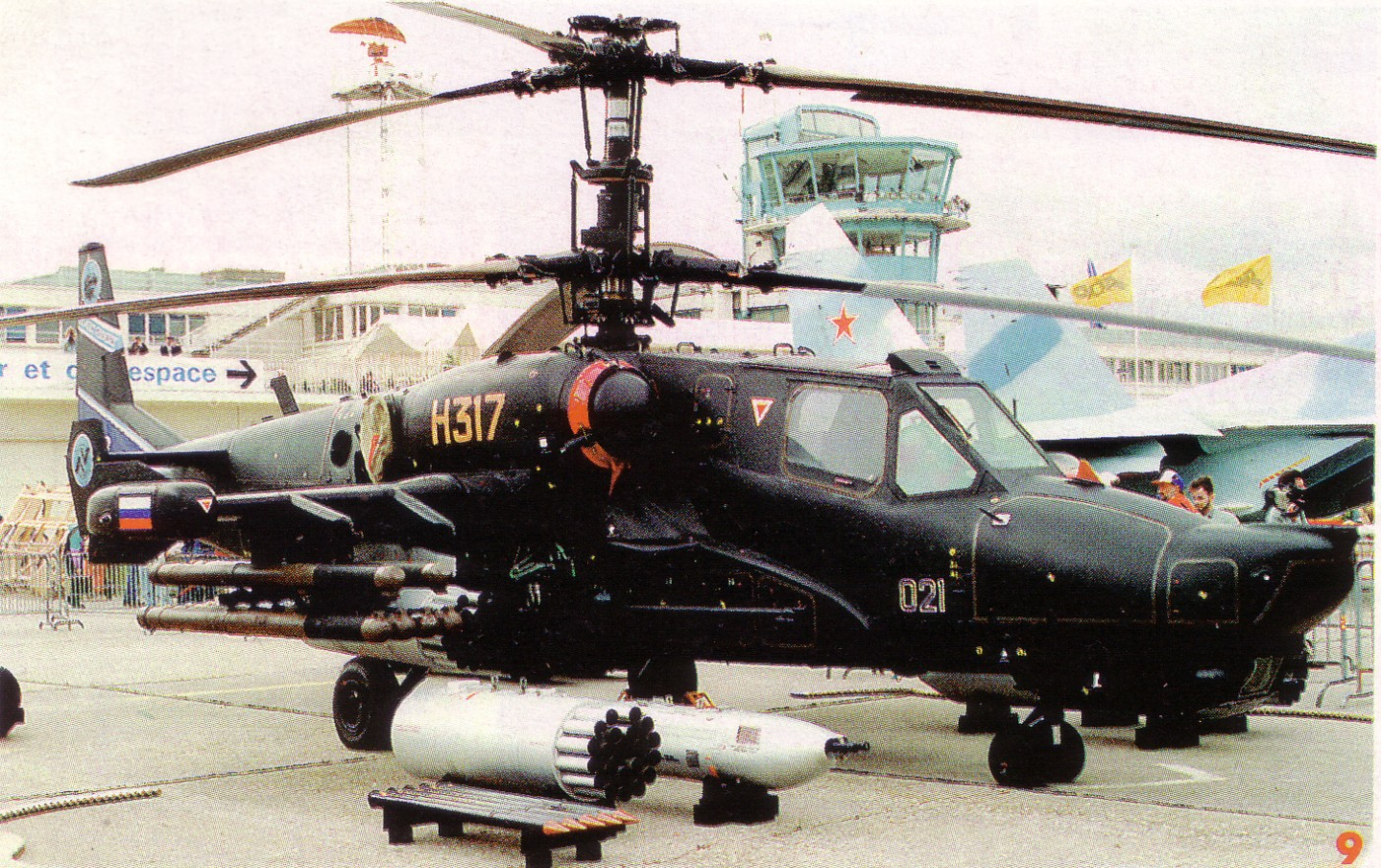
Ka-50
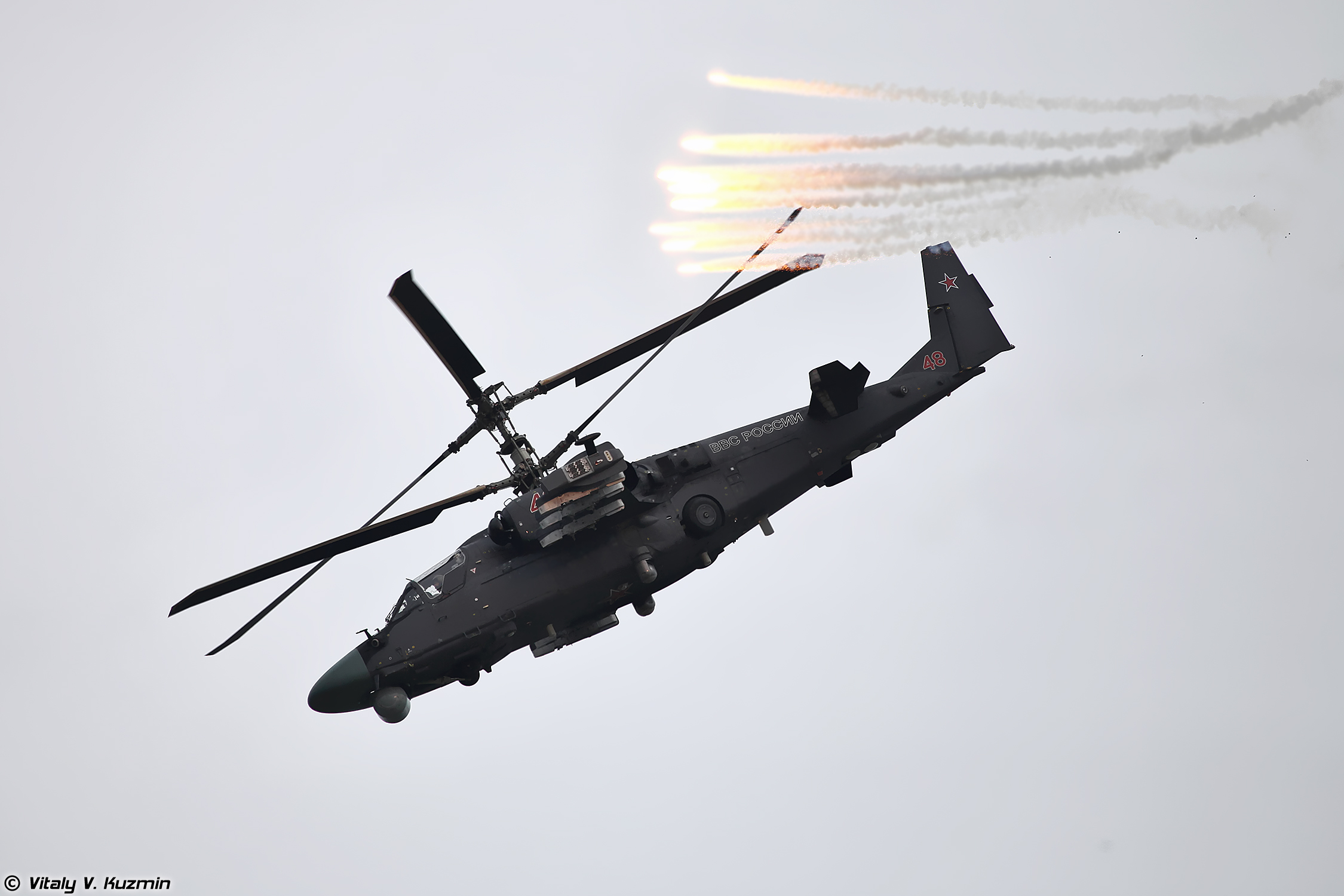
Ka-52 tại Triển lãm MAKS 2013
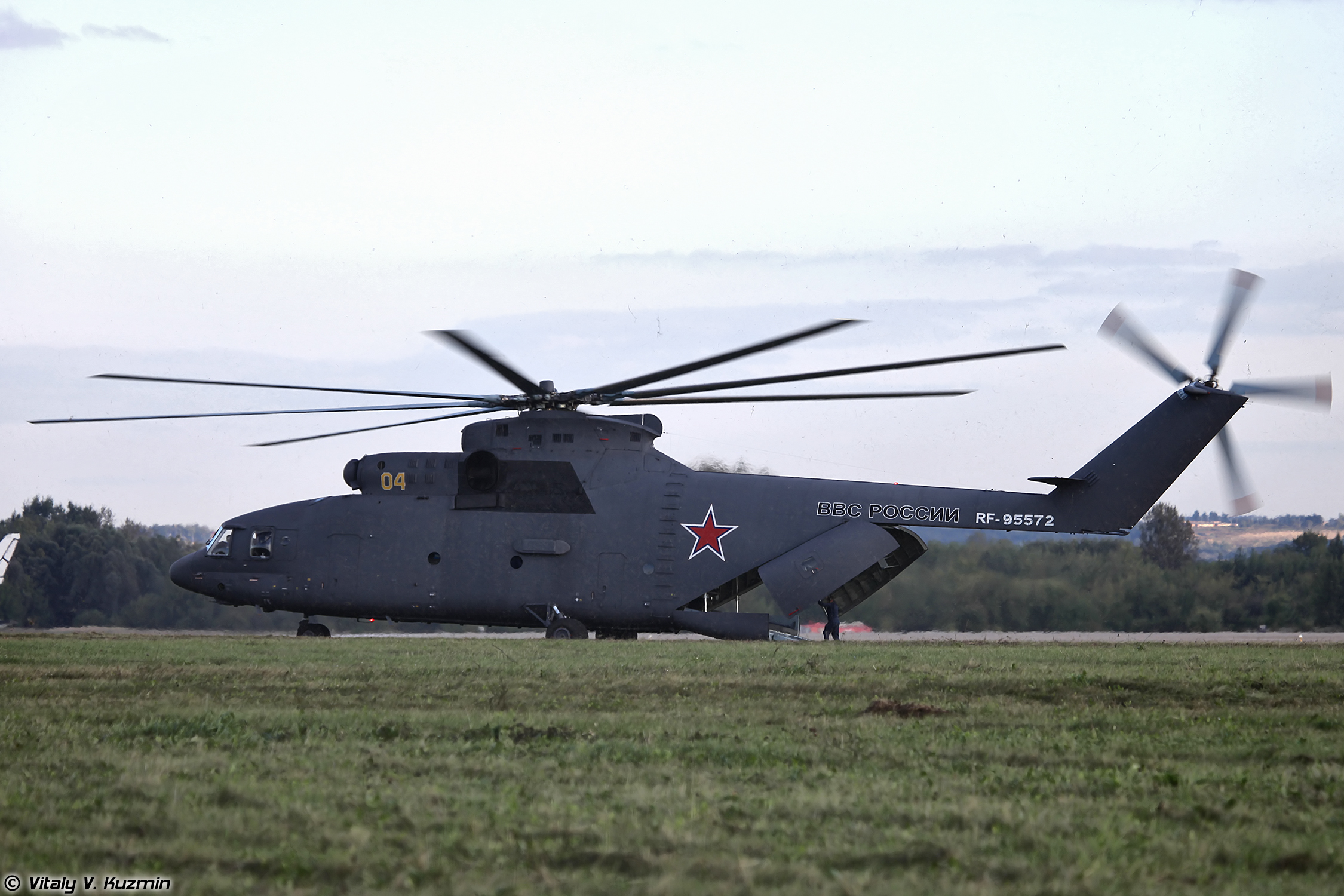
Mi-26 tại Triển lãm MAKS 2013
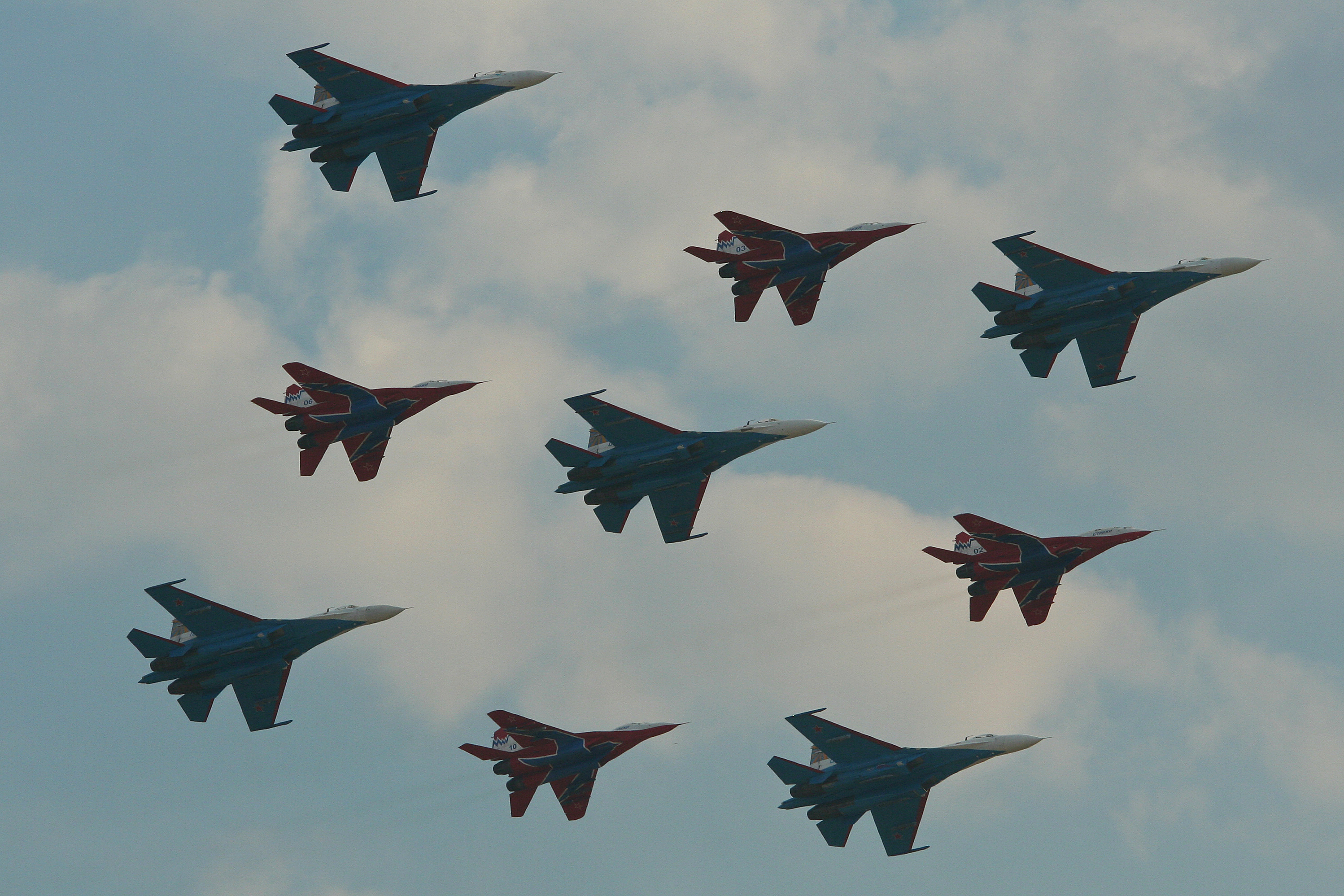
Phi đội biểu diễn "Những hiệp sĩ Nga"
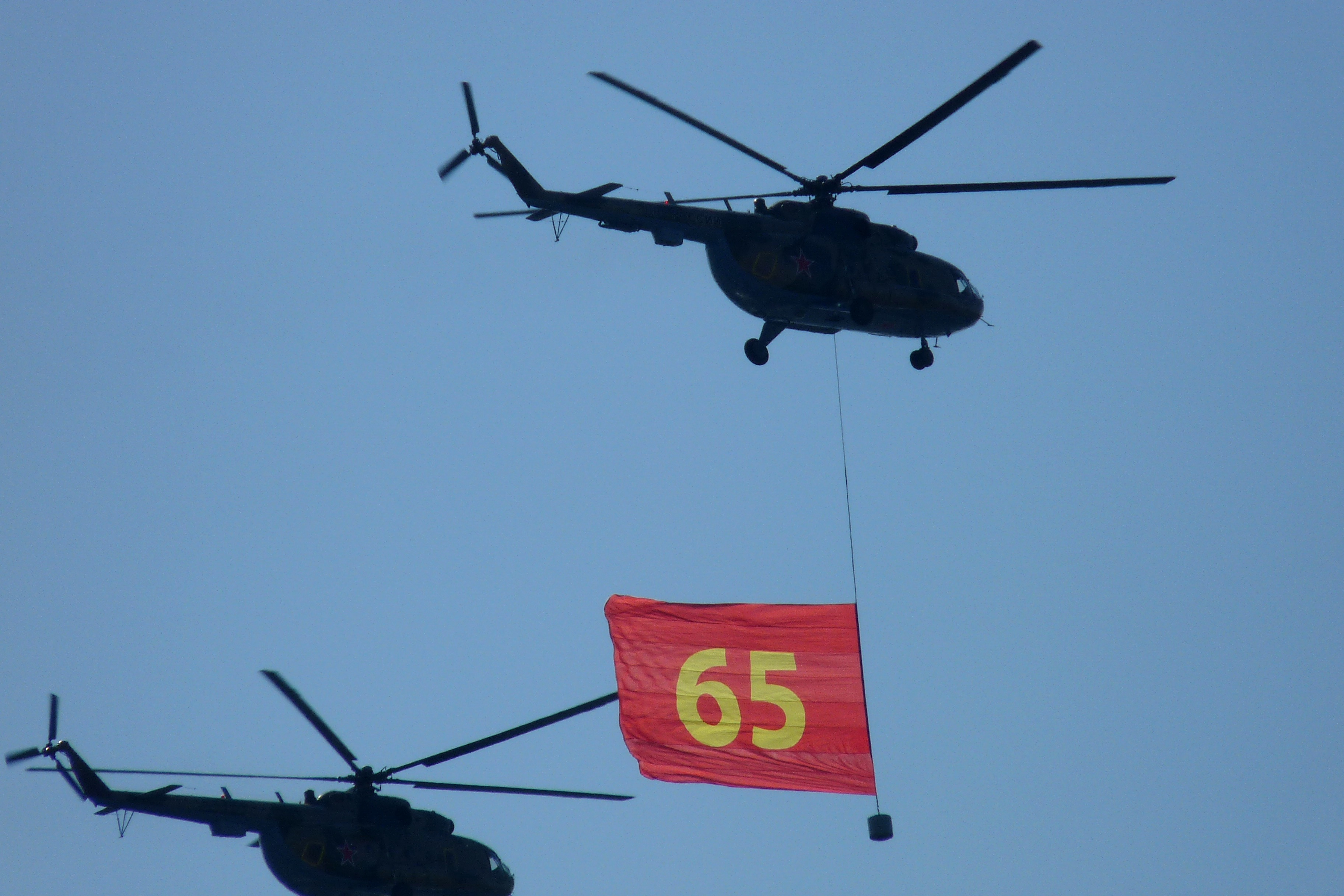
Mi-17 mang cờ trong lễ duyệt binh chiến thắng phát xít ngày 9 tháng 5 năm 2010
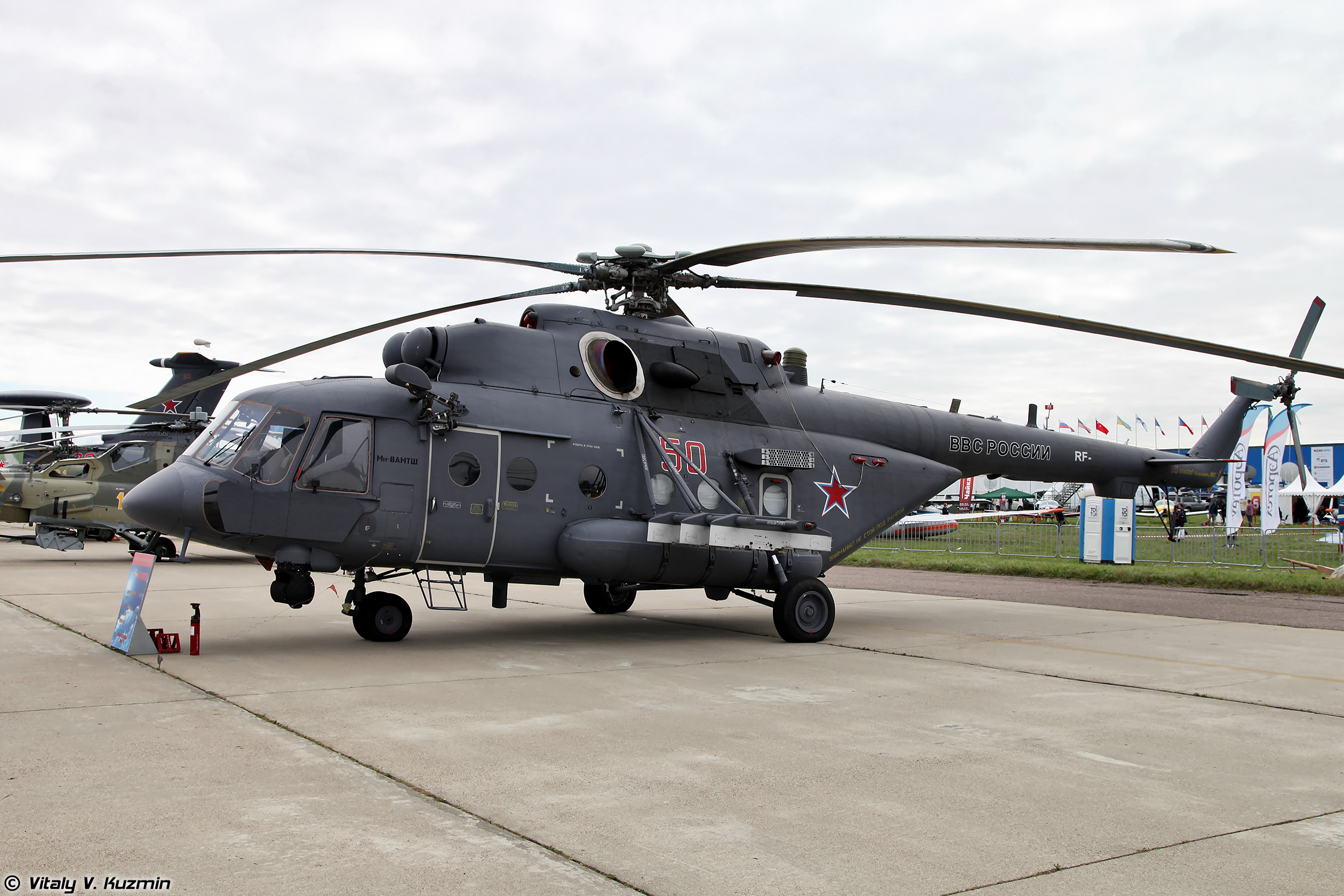
Mi-8 AMTSh